# Place de l'Étape (Fontainebleau)
La place de l'Étape, en forme longue de l'Étape-aux-Vins (ou au-Vin au singulier générique), est un espace public situé à Fontainebleau, en France. Ancien lieu commercial, elle est restructurée dans les années 2020.

## Situation et accès
La place est située au nord du centre-ville de Fontainebleau, se confondant avec une section de la rue Grande et étant également relié aux rues des Bois (nord-ouest), Aristide-Briand (nord-est), d'Avon (est), Marrier et du Château (sud-est). Plus largement, elle se trouve dans le département de Seine-et-Marne, en région Île-de-France.

## Odonymie
Le carrefour formé par plusieurs rues s'est appelé le Marché-aux-Porcs, à la du XVIe siècle et au début du XVIIe siècle : ainsi l'attestent un acte du 9 novembre 1600, relaté dans un inventaire du 7 juillet 1617. Il est longtemps dénommé carrefour de la Pointe avant de prendre celui d'Étape-au-Vin, quand le marché de cette marchandise quitte les environs de la halle à la Boucherie pour s'y transporter. Les instances révolutionnaires lui attribuent l'odonyme de place de la Montagne. La place reprend ensuite son nom de place de l'Étape.

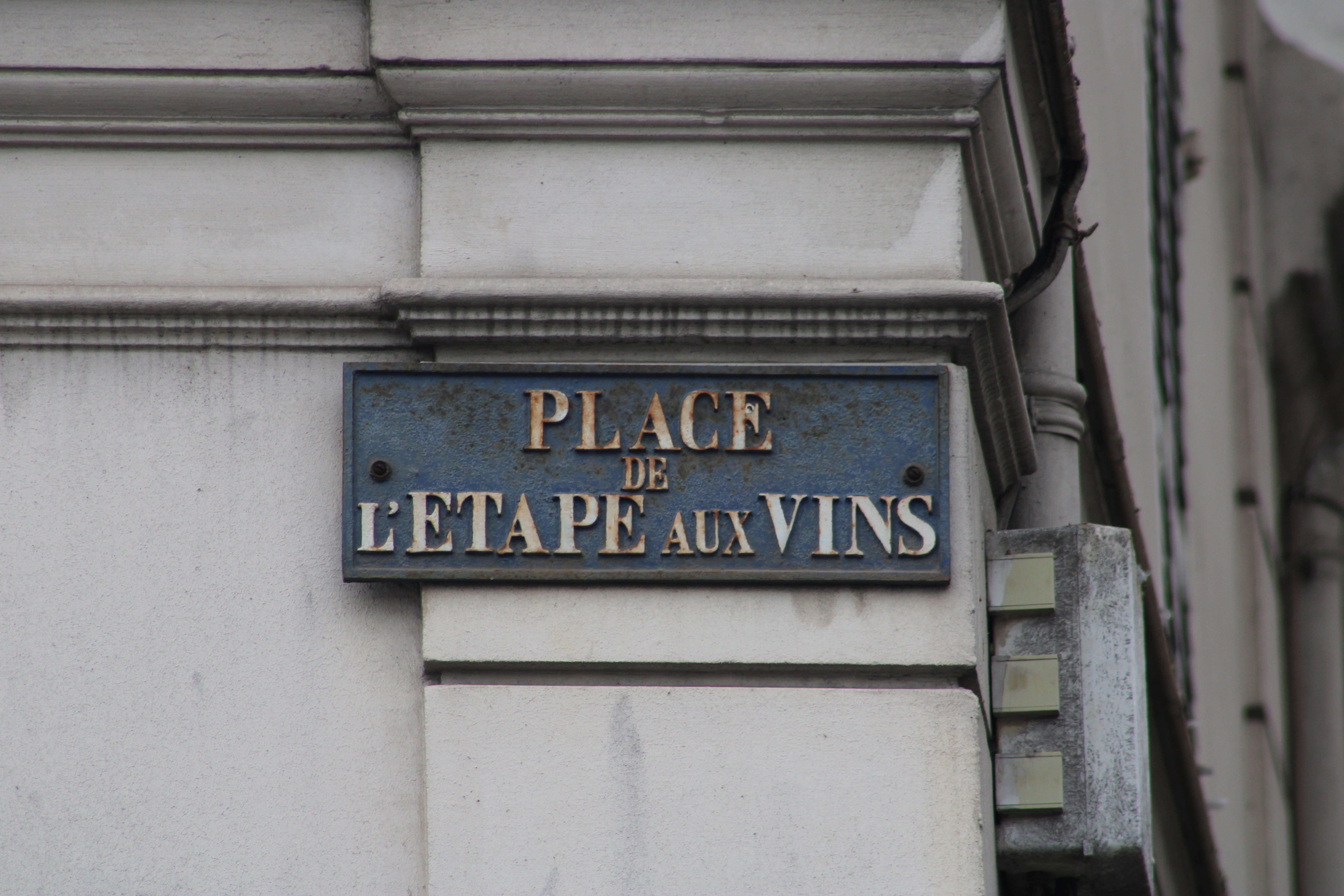
Plaque de rue à l'angle de la rue des Bois, en octobre 2020.

## Histoire

### Révolution française
Sous la Révolution française, des fêtes sont données sur la place : par exemple, le dixième jour de la seconde décade du premier mois de l'an II, en l'honneur de l'inauguration d'une statue de Jean-Paul Marat et de la plantation d'un arbre de la liberté, on y brûle les portraits des rois et reines de France.

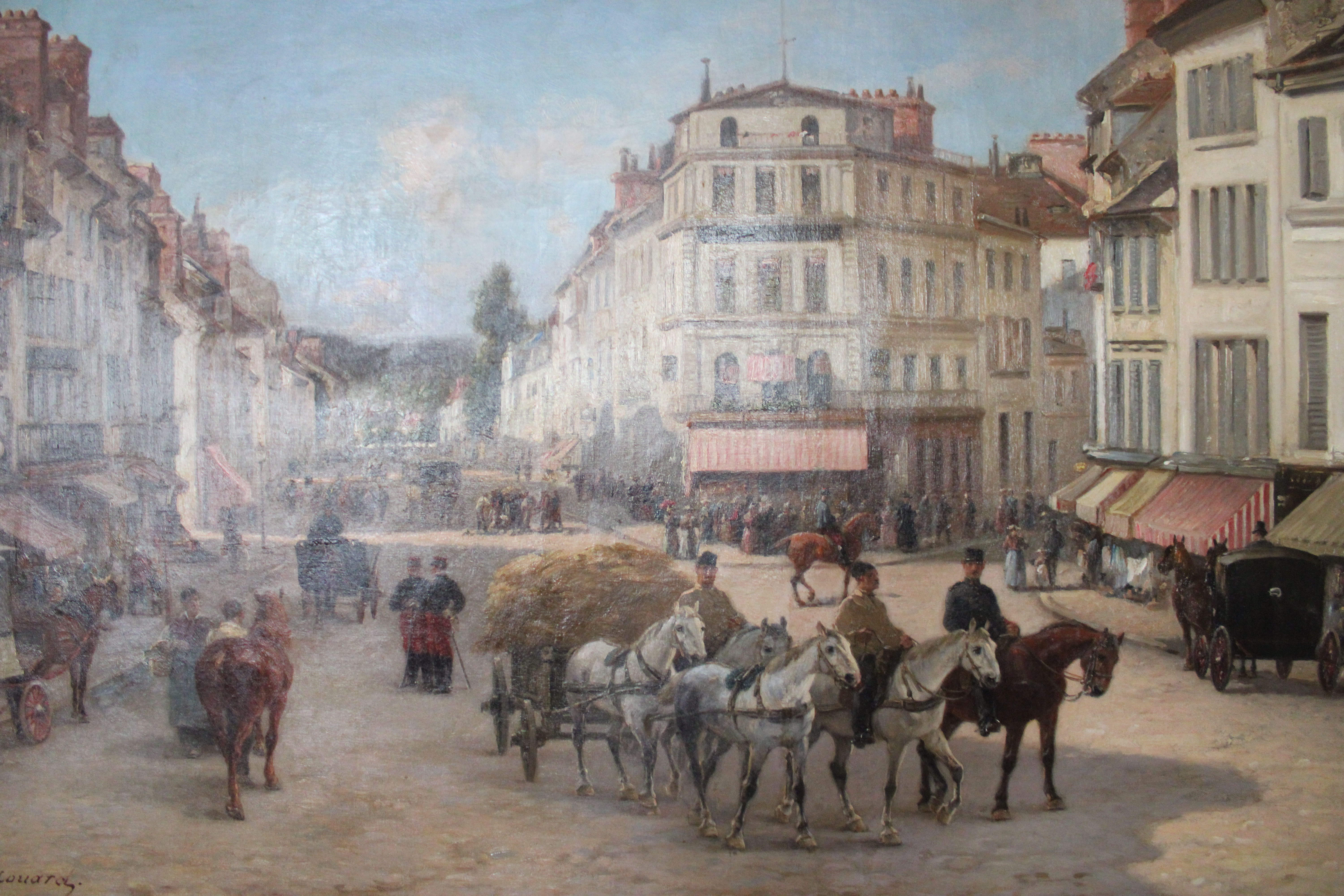
Tableau dépeignant la place, vers 1880, par Pierre-Auguste Brunet-Houard, exposé à l'hôtel de ville de Fontainebleau et photographiée en mai 2021.
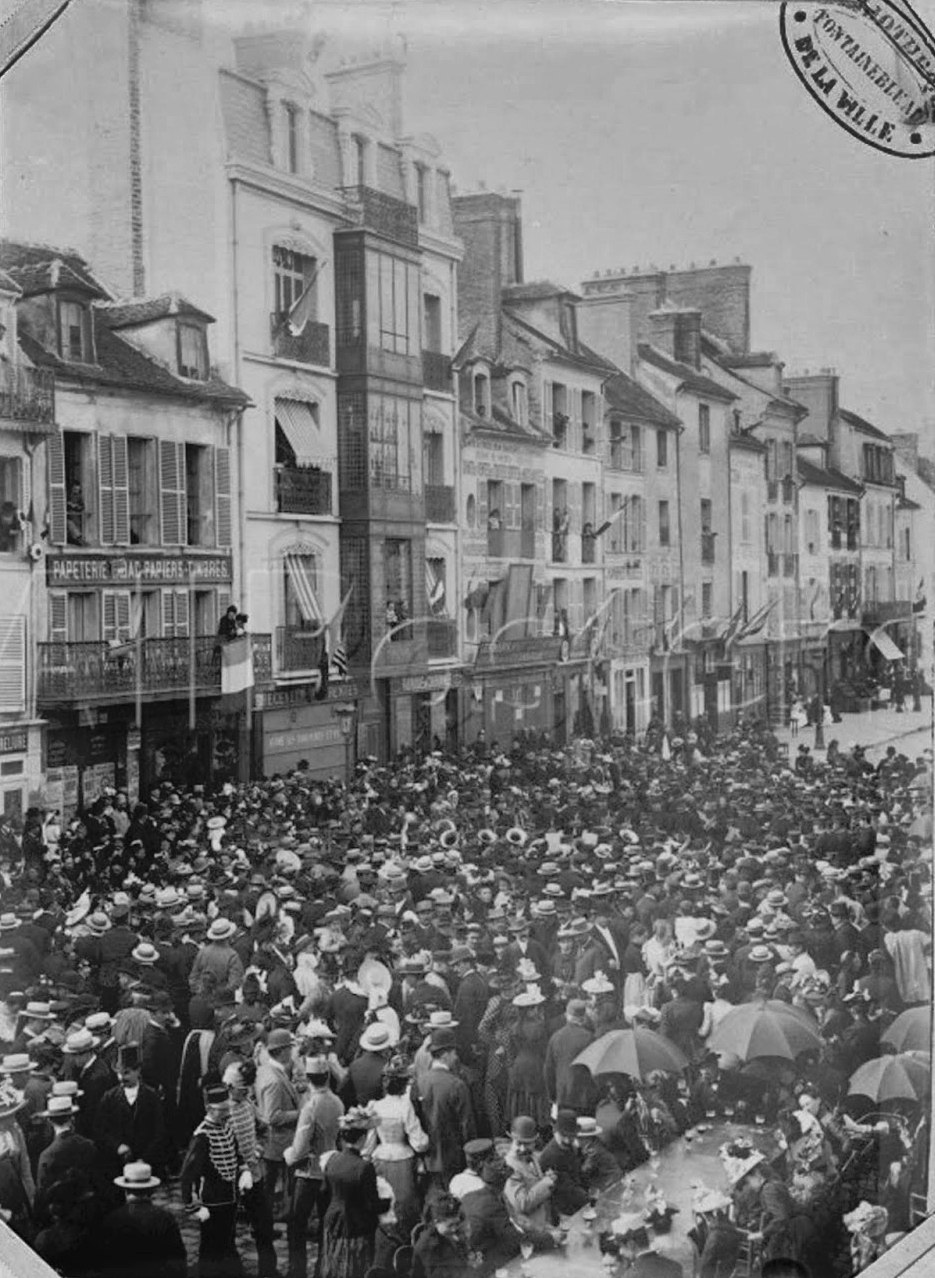
Concert de l'Union musicale de Fontainebleau sur la place, photographié en 1892.
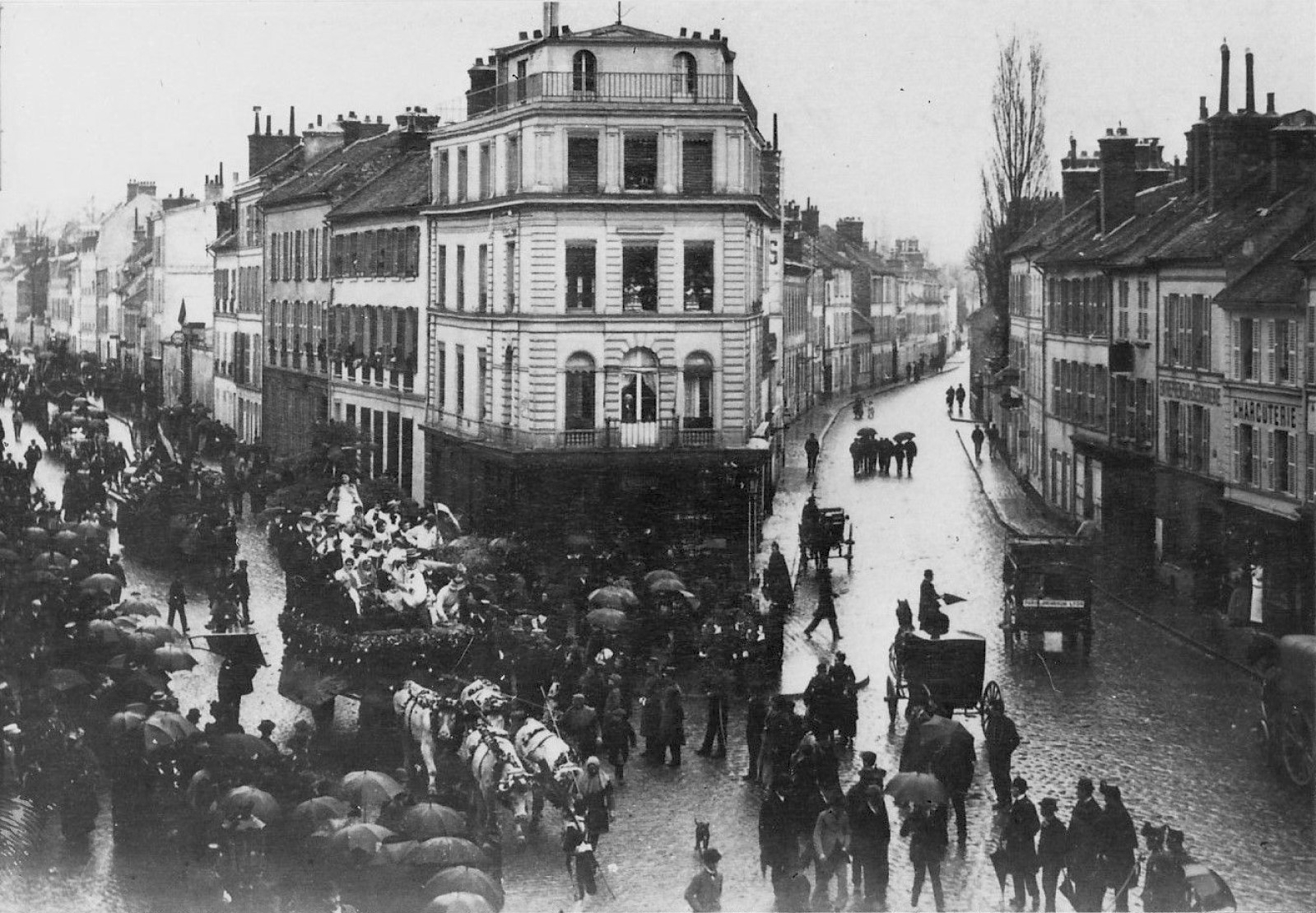
Défilé sur la place, photographié dans la première moitié du XXe siècle.

### Restructuration
Comme l'indique Thibault Fline, adjoint au maire de Fontainebleau chargé de la voirie, circulation, des mobilités et du cadre de vie, « ce chantier s'inscrit dans le cadre de la grande opération de requalification du centre-ville, entamée lors du précédent mandat par Frédéric Valletoux avec la place de la République. L'objectif est d’avoir une cohérence architecturale. ». La place de l’Étape a été réaménagée en tenant compte de trois objectifs principaux : l’élargissement du centre-ville, la réduction de la circulation automobile pour favoriser les déplacements des piétons et des cyclistes, ainsi que l’amélioration de l’environnement urbain et de l’accessibilité. L’objectif principal de cette initiative est de réduire l’impact de la circulation routière et de diminuer la présence automobile dans cette zone stratégique. À cet effet, la Municipalité met en place une zone de rencontre où la vitesse est limitée à 20 km/h, quand le reste du centre-ville est limité à 30 km/h. Sur l'ensemble place, la priorité se voit ainsi accordée aux piétons et aux cyclistes ; des passages en pierre sont aménagés, mais ils servent principalement à orienter les flux de circulation, selon les précisions de l'adjoint.
La cérémonie d'inauguration pour marquer la fin des travaux a lieu le 22 octobre 2022. À cette date, la place est nouvellement équipée d’une fontaine d’eau potable ainsi que d’une fontaine artistique, conçue par un ancien élève des Beaux-Arts et une quinzaine d’arbres et de jardinières sont installées sur le site. Cependant, lors du conseil municipal précédant l'inauguration, des membres de l’opposition ont exprimé leur réserve, estimant que la végétalisation de cet aménagement restait insuffisante.